# Ophiopogon caulescens
Ophiopogon caulescens là một loài thực vật có hoa trong họ Măng tây. Loài này được (Blume) Backer mô tả khoa học đầu tiên năm 1924.